# Frank Schulte
Frank Schulte (* 25. September 1962 in Hagen) ist ein deutscher Klang- und Medienkünstler.

## Leben
Frank Schulte arbeitet seit den frühen 1990er Jahren an komponierter und improvisierter szenischer Musik zusammen mit Performance-Künstlern, Tänzern, Schauspielern und Schriftstellern. Er komponiert Musik für szenische Inszenierungen. Er experimentiert mit neuen Klangerzeugungstechniken. Er gestaltet Klänge und Soundtracks für Film und Fernsehen und entwickelt eigene, konzeptuelle intermediale Projekte.
Aus der europäisch musikalischen Tradition des „musique concrète“, Klang-Installation und in Verbindung mit der Neuen Tanz Kultur entwickelt er Geräuschgeschichten, „Songlines“ und „Dreamscapes“ und Musik für Filme des Unterbewussten in einer persönlichen Sprachform. Er konzipierte intermediale Events wie Switchbox und Electronic Lounge, in der seine Auswahl der Klang-Künste, der „ambient“ und improvisierten Musik wie auch Elemente aus der elektronischen Musik-Szene in dichter Reibung miteinander verbunden werden.
Mit Dirk Raulf, Saxophonist und Komponist aus Köln, verbindet er eine langjährige künstlerische Partnerschaft.
Von 1995 bis 1997 konzipierten und realisierten Schulte & Raulf die Veranstaltungsreihe „Teatime“ mit Künstlerbeiträgen aus den Bereichen Literatur, bildenden Kunst sowie zeitgenössischer und improvisierter Musik.
1995 gründeten sie das Label „Poise“. Zudem arbeiteten sie gemeinsam in verschiedenen zeitgeschichtlich, thematischen konzertanten Projekten wie unter anderem dem Friedrich Holländer Musikprojekt „Von Kopf bis Fuß“ (1996).
Es folgten gemeinsame Arbeit an Theater- und Filmmusiken und im Künstlerkollektiv „membran“.
2006 formierten Schulte & Raulf das Duo sonargemeinschaft. Im Dezember 2007 arbeitete das Duo mit dem englischen Gitarristen Fred Frith zusammen und konzertierte im Kölner Lokal Loft. Der Live-Mitschnitt dieses Trio-Auftritts wurde unter dem Titel drift. 2008 auf „Poise“ als CD veröffentlicht.
Weitere Zusammenarbeit erfolgte mit David Moss, Jon Rose, David Shea, Yoshihide Otomo, Anna Homler, Thomas Heberer, Christian Marclay, Phil Minton, Sussan Deyhim, Dirk Raulf, Lorenzo Brusci, Kalle Laar, Andres Bosshard, Lauren Newton und Bojan Vuletic.
Frank Schulte entwickelte Musik für die Schauspielhäuser Bonn, Düsseldorf, Weimar, Essen, Oberhausen und St. Gallen.
Er hielt Projektseminare 2002 und 2004 an der Kunsthochschule für Medien, Köln (KHM) und 2007 Im Rahmen des Projektes Klang Raum Garten an der International School of Design, Köln (KISD).
Schulte war in der Konzeption, Planung und Durchführung von Musikpräsentationen wie dem Minifestival Düsseldorf, electric trick, sowie Themenabenden und Salons wie dem Club Orchidee oder Teatime und spartenübergreifenden Veranstaltungsreihen wie 4b, electronic lounge, Tonspur und aufbau WEST tätig.

## Aufführungen
Frank Schulte gab Konzerte und Tourneen auf dem New Jazz Festival Moers, Moers Festival, den Leipziger Jazztagen, dem JazzFest Berlin, dem Festival International des Musiques Actuelles Nancy, bei Wien Modern, dem GRAME Festival Lyon, der ISEA Helsinki 94, beim Music Unlimited Festival Wels, dem Sonambiente Festival Berlin, dem WDR-Musikfest und der MusikTriennale Köln 1997.
Realisation von Performances und Projekten zeigte Schulte auf der documenta 8 and 9 in Kassel und auf der XLV biennale in Venedig, der Oper Leipzig und Dresden, im Berliner Ensemble und im IRCAM Institut Paris.
Er bereiste im Auftrag des Goethe-Instituts Uruguay, Argentinien und Chile sowie London, Paris und Rom wie auch Japan und Indien.

## Szenische Inszenierungen / neue Musik Oper/Hörspiel
- Cafe Central – monologue of a violin player – mit Jon Rose – TV Fernsehspiel Produktion ORF/Transit 1992
- Les Sortilèges – Szenische Inszenierung von Christian Marclay mit Kalle Laar und G. Zeitblom. Aufführungen 1996 im Theater Marstall in München
- Survival Songs – Szenische Oper für fünf Stimmen und virtuelles Orchester mit Sussan Deyhim, Sainkho Namtchilak, Phil Minton, Conny Bauer, Gunter Hampel, David Moss, Yoshihide Otomo. Konzeption & Regie: Bert Noglik & David Moss – 1996 Aufführungen im Opernhaus Leipzig, Dresden und im Berliner Ensemble (Be)
- Capetown traveller Musikoper mit Abdullah Ibrahim und Ensemble, Lauren Newton und Timbre. Regie: Bert Noglik Aufführung im Opernhaus Leipzig 1998
- Die Vögel nach Aristophanes – 2000 Theaterinszenierung am Schauspiel St.Gallen/Schweiz. Regie: Isabella Mamatis
- PROJEKTIONEN – Mixed Media Projekt mit dem aperto 4 Streichquartett. 2002 Auszeichnung mit dem jazzArt Preis im Bereich Multi Media.
- KOGAKURE – meeting in between trees. Mediales Tanzprojekt mit der Tänzerin und Choreographin Yoshie Shibahara, dem Trompeter Matthias Mainz und der Medienkünstlerin Tessa Knapp. Aufführungen 2007 und 2008 im Rahmen von tanz nrw und im Ostasiatischen Museum, Köln.
- images volubiles – Expanded Media Projekt mit Yoshie Shibahara, Matthias Mainz und dem Medienkünstler Egbert Mittelstädt. 2008 Aufführungen in der Böhm Kirche St. Theodor in Köln-Vingst.
- JAZZJANDL – Hörspiel im Auftrag des Mitteldeutschen Rundfunks zusammen mit der amerikanischen Vokalistin Lauren Newton. Regie: Bert Noglik. 2009 Ausstrahlungen im Deutschlandfunk, Bayerischen Rundfunk (BR), Südwestfunk (SWR), Westdeutscher Rundfunk (WDR)
- Rein statistisch – Hörspiel von Frank-Patrick Steckel. Musik: sonargemeinschaft. Das Hörspiel wurde 2010 im Deutschland Radio, dem Westdeutschen Rundfunk(WDR) und im Rundfunk Berlin Brandenburg (RBB) gesendet.

## Ausstellungen
(Quelle:)
- 2005–2007: klang raum garten – Projektpräsentation im Rahmen des Architekturfestivals plan.[10] Im Projekt klang raum garten wurden in einer Langzeitstudie über drei Jahre hinweg verschiedene Arbeitsansätze experimentel erprobt und im Rahmen von plan – dem größten deutschen Architekturforum im Kölner Stadtgarten präsentiert.
- 2007: dreiklangreise. Installation an der Kölner Rheinseilbahn anlässlich des 50-jährigen Jubiläums der Bundesgartenschau im Rahmen der Musik Triennale Köln.[11]
- 2010: Lichtpromenade Lippstadt. Licht- und Klanginstallation „der Mittler“.[12]
- 2013: Kunsthalle Düsseldorf. Zu Gast im KIT – Kunst im Tunnel: sonic states. Klangarchitekturen – Interaktionen & Zustände. Frank Schulte und Bojan Vuletic.[13]

## Diskografie
(Quelle:)

### Werke und Sammlungen in seiner Verantwortung
- Väter und Söhne, Cassette, limitierte Ausgabe
- Sotto in Su, Südamerika Sept. 90 mit Thomas Heberer, Alexander Tuchacek und Reinhold Breuer, JHM 51CD, CD (1. Februar 2006), Jazzhausmusik (ALIVE)
- The day we forgot, Trio mit David Moss und Axel Otto – nml CD – /no man’s land Berlin
- Sugarconnection, plays alien cakes, Trio mit Anna Homler und Axel Otto – nml CD – no man’s land Berlin
- Cafe Central, Monologue of a violinplayer, von und mit Jon Rose – Video – VHS Pal – limitierte Ausgabe – Transit Innsbruck
- Six Pulses, solo works, limitierte CD-Auflage, CDR on demand – poise
- SWITCHBOX, a switched hour, mit David Moss, Yoshihide Otomo, Jon Rose, Anna Homler, Thomas Heberer, Axel Otto, Dieter Manderscheid, Frank Gratkowski und Andres Bosshard, nml CD
- SWITCHBOX, berg ich – berg du, mit David Shea, Anna Homler, Axel Otto, Tony Buck, Martin Schütz und Michael Moore, Audio-CD (20. Juli 1995), Noman (Extraplatte Musikproduktion)
- Sotto in Su, mit Thomas Heberer, Alexander Tuchacek und Reinhold Breuer featuring Sussan Deyhim, Vanitas – CD
- Voix, remix mit David Moss, Tenko, Sussan Deyhim, Phil Minton und einem 50-köpfigen Chor, remix und elektronische Bearbeitung zusammen mit Marcus Schmickler – limited CDR Edition[15]
- elements, Komposition für 16 acoustische Instrumente und Live-Elektronik – CDR on demand Edition – poise
- PROJEKTIONEN, WDR Auftragskomposition für Streichquartett und Live Elektronik – CDR on demand Edition – poise
- the london trax, Solo Arrangements für Plattenspieler und elektronischem Instrumentarium – CDR on demand Edition – poise
- NOSFERATU, Film Soundtrack Interpretation im Auftrag des IRCAM Institutes, mit David Moss und Phil Minton – CDR on demand Edition – poise
- mE – music electronic, personal songs and sounds – minimalizms and miniatures – CDR on demand Edition
- SSH plays sssh, dedicated to the vision of M.D. & Sun Ra, Trio mit Thomas Heberer und Norbert Scholly – CD
- :r e s o n a n z e n – Neanderland, Doppel CD, Klangtopographisches Porträt der Region Mettmann
- drift, sonargemeinschaft & fred frith, Audio-CD (30. Mai 2008), Poise (Alive)
- 24 Düsseldorfer Klangarchitekturen,sonic states, Produktion in Zusammenarbeit mit Bojan Vuletic, Audio-CD & DVD, limitierte Künstler-Edition im Eigenvertrieb

### Mitwirkung bei Samplern
- Ecstasy by current/Sampler – LP – Schizophonia Berlin
- Stadtgarten Series 4/Sampler – CD – Jazzhausmusik Cologne
- Musica Propiziatoria/Sampler – CD – Museo Immaginario Italy
- Stadtgarten series 7/Sampler – CD – Jazzhausmusik Cologne
- turntable solos – CD – AMOEBIC – Japan
- Violin music for supermarkets von Jon Rose – Megaphone Records Baltimore
- Techno mit Störungen von Jon Rose – CD – Schl8hof Wels
- Teatime Vol. I von Schulte/Raulf – CD – poise 01
- Friedrich Holländer or the Laughter of Loneliness von Dirk Raulf – CD – New Classic Colours
- Eine Violine für Valentin von Jon Rose – CD – No wave
- Die Welt ist immer wieder schön von Dirk Raulf – CD – poise 03
- Teatime Vol. II von Schulte/Raulf – CD – poise 06
- Auch Goethe von Lutz Görner – CD/Buch – Reziteater Verlag Köln
- Goethe Superstar von Lutz Görner – 5 CD-Box – Naxos
- Time Stories von David Moss – CD – Intakt records
- Linguafonie 3 – CD – mit u. a. Thomas Heberer, Thomas Lehn, Giancarlo Schaffini – Goethe-Institut Rom
- Theater 1 – CD – von Dirk Raulf – poise 07
- Liebeslieder – CD – von Oliver Steller – guitars & poetry Verlag – Vertrieb: Naxos
- Gedichte I – CD – von Oliver Steller – guitars & poetry Verlag – Vertrieb: Naxos
- Vocal Village Project – CD – von und mit David Moss, Phil Minton, Catherine Jauniaux, Kōichi Makigami – Intakt Records
- Das Verschwinden der Ferne – CD – zus. mit Oliver Steller – guitars & poetry Verlag – Vertrieb: Naxos
- Theater 3 – Kampfhunde – CD – von Dirk Raulf – poise 11
- Sound Art @ Het Apollohuis – Sampler – CD-Veröffentlichung von ZKM milestones – Vertrieb WERGO
- IFAR Musique Concrète VOX compilation – Sampler – Online Compilation[16]
- IFAR Musique Concrète found compilation – Sampler – Online Compilation[17]